# Ivan Trush

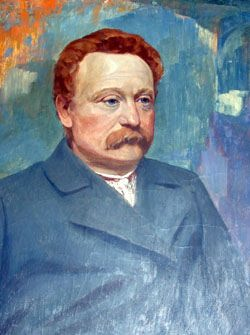
Retrato de Ivan Franko por Trush

Ivan Trush (em ucraniano:  Іван Труш, pronunciado como Troosh: 1869 – 1941) foi um pintor impressionista ucraniano, um mestre da paisagem e do retrato, um crítico de arte e patrono activo da comunidade das artes na Galícia ou Halychyna - uma região histórica no oeste da Ucrânia. Ele era genro de Mykhailo Drahomanov.

## Biografia
Trush nasceu em 1869 em Vysotsko (actualmente em Brody Raion, Oblast de Lviv ). Os seus estudos foram realizados entre 1891-1897 na Academia de Arte de Cracóvia, com Jan Stanisławski e Leon Wyczółkowski . Trush também estudou em Viena (1894) e em Munique (1897).
A partir de 1898, Trush viveu e trabalhou em Lviv, onde conheceu Ivan Franko, poeta e escritor. Em 1899, a sua primeira exposição de arte foi apresentada ao público em Lviv. Foi nessa época que Trush envolveu-se com a Sociedade Cientifica Shevchenko, para a qual concluiu "uma série de obras de arte, principalmente retratos".
As viagens de Trush o levaram à Itália, Egipto e Palestina . Quando voltou para casa, Trush fundou e organizou as primeiras sociedades profissionais de arte na Galícia.
O activismo do pintor, a sua vasta e dinâmica produção criativa, totalizou mais de 6.000 obras.

## Contribuições para as artes
Ivan Trush - um dos impressionistas ucranianos mais proeminentes, começou a sua obra com o renascimento da pintura da Galícia. Ele - ao lado de figuras como Volodymyr Hnatyuk, Filaret Kolessa, o poeta Ivan Franko, o primeiro director do museu, Illarion Svientsitsky - desempenhou um papel importante na criação do Museu Nacional de Lviv.
Durante a sua vida, Trush criou uma infinidade de retratos de ucranianos famosos. Entre eles estão os escritores Vasyl Stefanyk e Ivan Franko, a poetisa Lesya Ukrainka, o teórico político Mykhailo Drahomanov, o compositor Mykola Lysenko e o lingüista P. Zhytetskyi, entre outros.